# 아일랜드 운수일반노동조합
아일랜드 운수일반노동조합(아일랜드어: Ceardchumann Iompair agus Ilsaothair na hÉireann 카르드쿠먼 움파르 아구스 일시하르 너 헤런, 영어: Irish Transport and General Workers Union; ITGWU)은 1909년 1월 제임스 라킨이 설립한 일반노조이다. 본래 리버풀에 거점을 둔 전국항만노동자조합(NUDL)의 지부로 시작했으나 라킨이 NUDL에서 제명당한 이후 항만노동자 이외의 노동자들도 포섭하면서 일반노조화되었다. ITGWU는 고대 얼스터 게일인의 상징인 얼스터의 붉은 손을 로고로 사용했다.
ITGWU는 1913년의 생디칼리슴적 투쟁인 더블린 직장폐쇄 사건의 중심에 있었던 조직으로서 이후 아일랜드의 노동운동에 큰 영향을 끼쳤다.
더블린 직장폐쇄 때 패배한 라킨이 미국으로 망명한 1914년 이후로는 윌리엄 엑스 오브라이언이 지도적 인물이 되어 오랜 기간 동안 사무총장으로 재직했다.
1923년, 라킨이 아일랜드 노동자조합(WUI)을 새로 창설하자 ITGWU의 더블린 조합원들 다수가 그리로 옮겨갔다. 그럼에도 ITGWU는 아일랜드 노동계, 특히 수도권 밖에서 우월한 지위를 계속 유지했다. 오브라이언과 라킨은 개인적으로 사이가 좋지 않았다. 라킨과 그 지지자들이 1940년대에 노동당에 재입당하자 오브라이언은 당을 뛰쳐나가 국민노동당이라는 신당을 만들었다. 이후 1945년 아일랜드 노동조합협의회가 WUI의 가입을 승인하자 재차 분열이 가시화되었다. ITGWU는 협의회를 탈퇴하고 아일랜드 노조협의회를 새로 만들었다.
1950년대 이후로 양대 노조의 합병 이야기가 계속 오갔고, 마침내 1990년 ITGWU와 WUI가 합병하여 용역산업전문기술노조(SIPTU)를 결성했다.